# Порч-Крик
Порч-Крик (англ. Poarch Creek Indian Reservation) — индейская резервация криков, расположенная в штатах Алабама и Флорида, США. Является единственной резервацией штата Алабама, которую признаёт Бюро по делам индейцев.

## История
В 1830 году президент США Эндрю Джексон подписал Закон о переселении индейцев из юго-восточных штатов на необжитые земли западнее реки Миссисипи. Через шесть лет началось принудительное переселение криков. Несмотря на депортацию, некоторые индейцы в штате Алабама смогли остаться и сохранили отдельное сообщество вокруг небольшого поселения Порч. Отделённые от основной части криков, эти индейские семьи работали и жили бок о бок друг с другом и со временем организовались в отдельное племя — индейцы Порч-Крик. Многие из первоначальных земельных наделов племени были потеряны из-за мошенников и скваттеров. В некоторых случаях земля продавалась по принуждению, в результате тактики давления и устрашения, или забрасывалась из-за необходимости найти работу, чтобы выжить. Часть криков Порч-Крик даже добровольно переехала в Оклахому в надежде на лучшую жизнь и воссоединение с родственниками.
На рубеже XX века племя порч-крик предприняло первые по-настоящему организованные усилия по улучшению социальных и экономических условий жизни. В 1940-х годах община начала политически организовываться в своих собственных интересах, и с 1950 по 1970 год вождь племени Кэлвин Макги возглавил кампанию за признание претензий криков на землю в штате Алабама. В 1984 году была образована индейская резервация Порч-Крик.

## География
Порч-Крик состоит из нескольких несмежных участков земли, расположенных в основном в Алабаме. Наибольший участок резервации находится в округе Эскамбия, в 13 км к северо-западу от города Атмор, меньшие — в округах Монро, Монтгомери и Элмор. Единственный участок во Флориде расположен на севере округа Эскамбия. Общая площадь Порч-Крик, включая трастовые земли (0,536 км²), составляет 1,615 км², из них 1,607 км² приходится на сушу и 0,008 км² — на воду. Штаб-квартира племени находится в городе Атмор.

## Демография
В 1990 году в резервации проживало 149 членов племени порч-крик; в начале 1990-х годах всё племя насчитывало 1 875 человек. По данным федеральной переписи населения 2010 года, в резервации проживало 287 человек, а общая численность чистокровных членов племени составляла 2 544 человек.
Согласно федеральной переписи населения 2020 года в резервации проживало 287 человек, насчитывалось 143 домашних хозяйства и 126 жилых домов. Средний возраст, проживающих в Порч-Крик, составлял 29,9 лет. Средний доход на одно домашнее хозяйство в индейской резервации составлял 25 750 долларов США. Около 46,6 % всего населения находились за чертой бедности, в том числе 42,9 % тех, кому ещё не исполнилось 18 лет, и 31 % старше 65 лет.
Расовый состав распределился следующим образом: белые — 74 чел., афроамериканцы — 6 чел., коренные американцы (индейцы США) — 184 чел., азиаты — 1 чел., океанийцы — 0 чел., представители других рас — 1 чел., представители двух или более рас — 21 человек; испаноязычные или латиноамериканцы любой расы составили 11 человек. Плотность населения составляла 177,7 чел./км².

## Комментарии
1. ↑  Сам населённый пункт не входит в состав резервации, а является лишь штаб-квартирой племени.